# Class 320
De Class 320 is een in Groot-Brittannië gebruikt treinstel bestemd voor personenvervoer. De treinstellen zijn in dienst bij First ScotRail die ze inzet in Centraal-Schotland.

## Namen
- 320305: Glasgow School of Art 1844-150-1994
- 320306: Model Rail Scotland
- 320308: High Road 20th Anniversary 2000
- 320309: Radio Clyde 25th Anniversary
- 320311: Royal College of Physicians and Surgeons of Glasgow
- 320312: Sir William A Smith - Stichter van the Boys' Brigade
- 320321: Rt Hon John Smith QC MP
- 320322: Festive Glasgow Orchid